# プレオリンピック

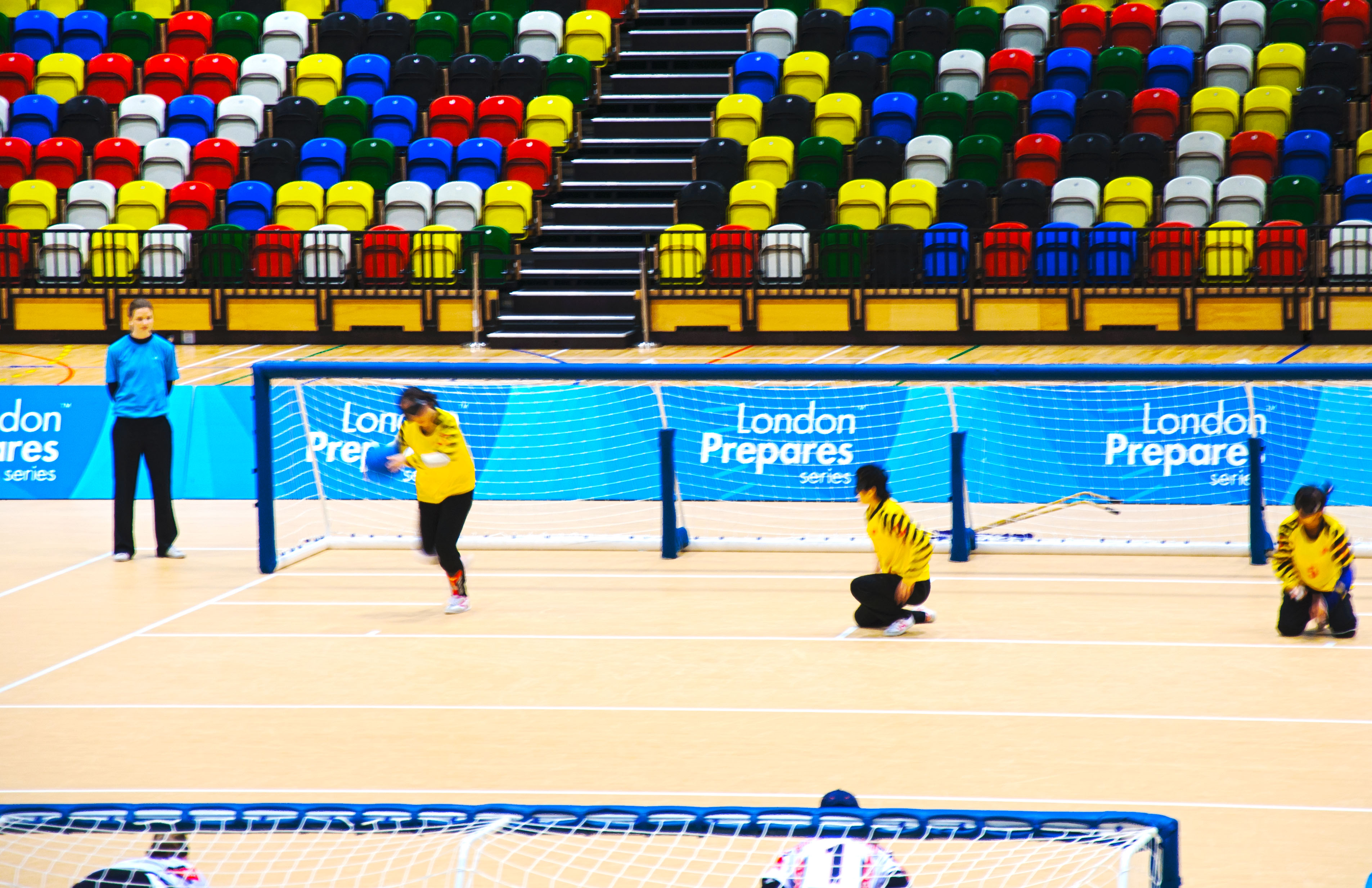
ロンドンオリンピック・パラリンピックのテスト大会（2011年）

プレオリンピックとは、オリンピック大会に向けて、その開催都市で事前に行われる競技大会。競技施設や大会運営などをテストする目的で実施される。
1964年東京オリンピック前年の1963年に大会組織委員会が競技の運営に万全を期すため、諸外国に呼びかけて「東京国際スポーツ大会」を開いた。以後、オリンピック大会の前年に類似の大会を開くようになった。近年は大規模な総合競技大会としてではなく、最小限の運営チェックとして一定期間内に競技別の国際大会を順次開催する形式で行われることが多い。

## 目的
プログラムは、次の3種類の大会で構成される。
- オリンピック・パラリンピック組織委員会（OCOG）が主催する大会
- 各国際競技連盟（IF）が主催する大会
- 国内競技連盟（NF）などの団体が主催してOCOGが運用面をテストする大会

本番で使用する会場、施設、設備において、計時やスコアシステムなどの機器のテスト、および運営スタッフの動きや選手動線の確認などに焦点があてられる。

## 開催都市一覧
- 2008年北京オリンピック - 好運北京（中国語版）
- 2012年ロンドンオリンピック - London Prepares series（英語版）
- 2016年リオデジャネイロオリンピック - Aquece Rio[6]
- 2020年東京オリンピック - READY STEADY TOKYO